# Ferrari 248 F1
Der Ferrari 248 F1 war der 52. Formel-1-Rennwagen der Scuderia Ferrari. Mit diesem Fahrzeug bestritt das Team alle 18 WM-Läufe der Formel-1-Weltmeisterschaft 2006.

## Präsentation

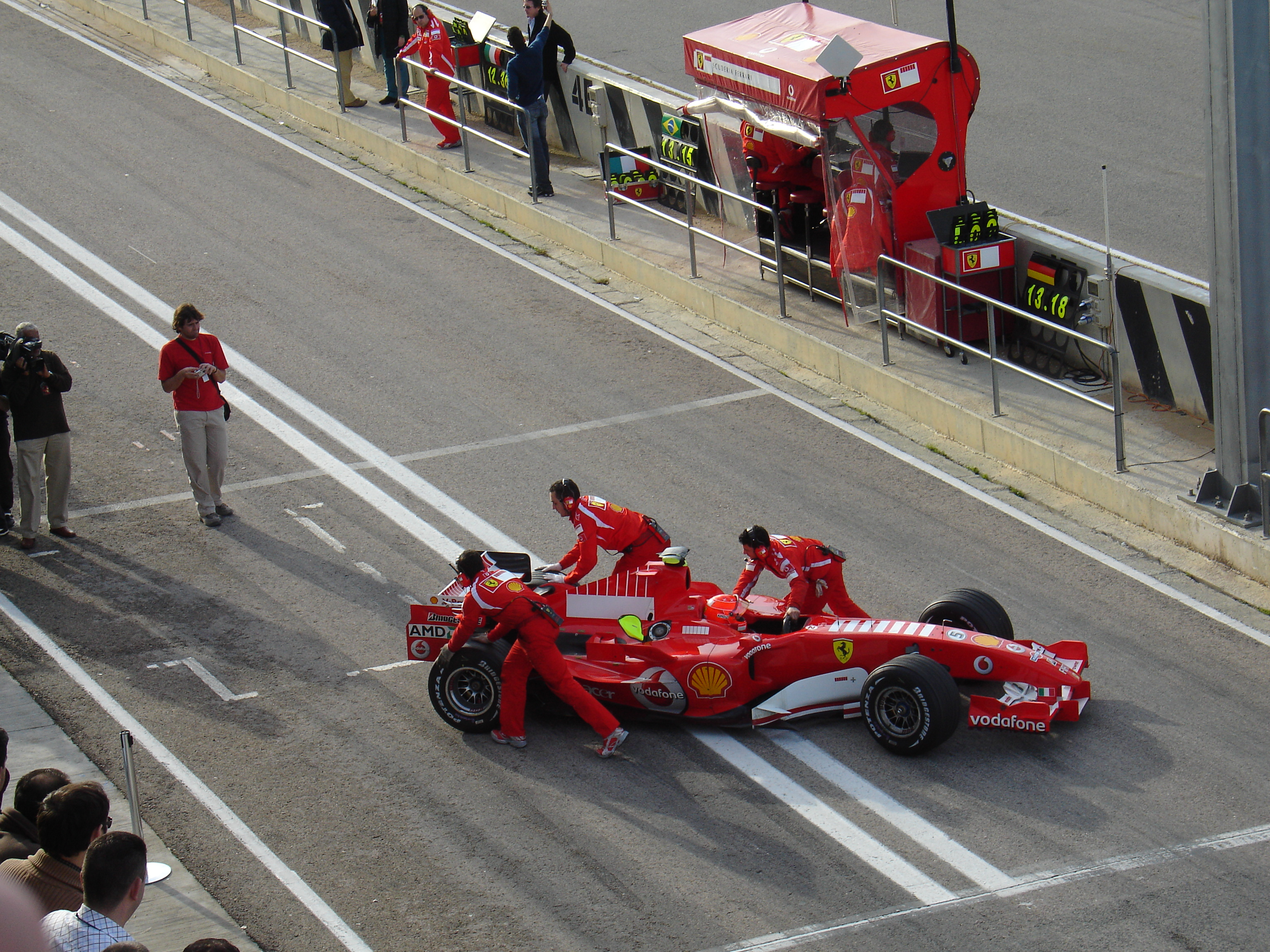
Michael Schumacher bei Testfahren vor der Saison 2006

Die Präsentation des Ferrari 248 F1 fand am 24. Januar 2006 in Mugello vor 30 Journalisten und rund 200 Gästen statt. Anders als in den Vorjahren verzichtete Ferrari bewusst auf eine aufwendige Präsentation. Nachdem man bei der Präsentation des F2005 vom „besten Ferrari aller Zeiten“ sprach und die Saison 2005 sehr enttäuschend verlief, wollte man bei Ferrari bescheidener sein und durch Resultate statt durch Show überzeugen.
Trotz der niedrigen Temperaturen drehten sowohl Michael Schumacher als auch Felipe Massa einige Testrunden mit dem 248 F1. Die offizielle Jungfernfahrt fand bereits vor der offiziellen Präsentation auf der hauseigenen Rennstrecke in Fiorano statt. Dort fuhr jedoch nur Schumacher den Wagen.

## Name und Lackierung
Mit dem Ferrari 248 F1 wich die Scuderia von dem bis 2008 genutzten Namensschema ab. Wurden die Rennwagen von 2001 bis 2008 mit einem F gefolgt von der jeweiligen Jahreszahl benannt, orientierte sich der Name des Ferrari 248 F1 an dessen Motor. 24 steht für den Hubraum in Dezilitern, 8 für die Anzahl der Zylinder.
Dieses Namensschema nutzte Ferrari bereits in den 1950er und 1960er Jahren, zum Beispiel beim Ferrari 312F1 und dessen Nachfolgern.
Der 248 F1 war überwiegend in rot lackiert. Frontflügel, Barchboards, sowie Teile der Motorenabdeckung und des Heckflügels waren weiß lackiert. Hauptsponsor war Philipp Morris International mit seiner Zigarettenmarke Marlboro. Die Marlboro Logos wurden in Bahrain, Malaysia, Australia, Monaco, China und Japan verwendet. Während der anderen Rennen wurde aufgrund des Tabakwerbeverbots auf den Schriftzug verzichtet und der Markenname durch Balken angedeutet. Das Telekommunikationsunternehmen Vodafone warb in der Saison 2006 letztmals für Ferrari. Als neue Sponsoren kamen unter anderem Martini und Acer hinzu.

## Technik und Entwicklung
Bei dem 248 F1 handelt es sich trotz vieler neuer Teile um eine Weiterentwicklung des Vorgängerwagens F2005. Die Entwicklung des Chassis des 248 F1 begann bereits Mitte der Saison 2005, als man bei Ferrari bemerkte, keine Chance mehr auf den Gewinn der Weltmeisterschaft zu haben. Zu diesem frühen Zeitpunkt der Entwicklung standen die Aerodynamik und die Eigenschaften des neuen V8-Motors im Vordergrund.

### Motor
Erstmals seit dem Ferrari 158 aus dem Jahr 1964 wurde mit dem 248 F1 wieder ein Ferrari von einem V8-Motor angetrieben. Die Entwicklung des Motors begann bereits Mitte 2004. Ersten Testfahrten im August desselben Jahres folgte die Fertigstellung im Herbst 2005. Der Motor mit der Bezeichnung Type 056 90° V8 besaß bei einem Gewicht von 95 kg 2,4 Liter Hubraum und leistete zu Beginn der Saison 740 PS. Durch den Einsatz mehrerer Ausbaustufen erreichte der Motor am Ende der Saison eine Leistung von 796 PS.
Auch das längsverbaute Getriebe wurde für den 248 F1 neu entwickelt. Es war teilweise aus Carbon gefertigt und besaß sieben Vorwärts- und einen Rückwärtsgang.

### Chassis
Das Chassis wurde komplett neu entwickelt. Dadurch konnte die Gewichtsverteilung optimiert und das Auto leichter als sein Vorgänger gebaut werden. So wog der 248 F1 mitsamt dem Fahrer und allen Betriebsstoffen 600 kg. Damit war er rund fünf kg leichter als sein Vorgänger, was unter anderem auf den Wegfall von zwei Zylindern zurückzuführen war. Aufgrund des neuen, kürzeren Motors wurde auch das Kühlsystem erheblich überarbeitet. Die Lufteinlässe der Seitenkästen waren nun deutlich kleiner als noch beim Vorgänger, verjüngten sich in Richtung der Hinterachse jedoch nicht so stark wie bei der Konkurrenz.
Aufgrund des veränderten Motors wurde die Hinterradaufhängung komplett neu entwickelt. Ziel war eine verbesserte aerodynamische Effizienz des Hecks sowie die effizientere Nutzung der Hinterreifen.
Die auffälligste Neuerung war die Positionierung der Spiegel. Diese waren nun nicht mehr direkt am Cockpit befestigt, sondern befanden sich an den äußeren Ecken der Seitenkästen.
Ab Malaysia setzte Ferrari auf eine neue Bremsbelüftung. Dafür wurden die hinteren Felgen abdeckt, um eine bessere Kühlung der Bremsen und eine Verringerung der Luftverwirbelungen zu erreichen. Auf Protest anderer Teams hin wurde das System für legal befunden. Im Gegensatz zum von Renault in der Saison 2005 eingesetzten Massedämpfer handelte es sich bei den Bremsbelüftungen jedoch laut FIA nicht um bewegliche aerodynamische Teile.
Der seit Saisonbeginn eingesetzte Frontflügel erfuhr für das Rennen in Australien eine Überarbeitung. Das obere Flügelelement des „Doppeldeckerflügels“ war nun fest mit der Fahrzeugnase verbunden und nicht mehr beweglich. Grund für diese Überarbeitung war eben dieses Flügelelement, das sich auf Geraden senkte, um so den Luftwiderstand zu verringern und höhere Geschwindigkeiten auf den Geraden zu ermöglichen. In Kurven richtete sich das Element wieder auf und sorgte so aufgrund des erhöhten Anpressdrucks für höhere Kurvengeschwindigkeiten (sog. flexibler Flügel).
Für das vierte Saisonrennen in San Marino brachte Ferrari ein größeres Update. Aufgrund des hohen Reifenverschleißes im Rennen, verbaute Ferrari eine neu entwickelte Hinterradaufhängung. Die neue Aufhängung machte auch eine Anpassung am Getriebe notwendig. Aerodynamisch gab es einige Änderungen an den Barge Boards und der Fahrzeugfront. Der Frontflügel wurde etwas vergrößert und tiefer angebracht.

## Fahrer
Pilotiert wurde der Monoposto von Felipe Massa und Michael Schumacher. Massa, der von Sauber zu Ferrari wechselte, ersetzte Rubens Barrichello, der nach Ablauf der Saison 2005 zu Honda gewechselt war. Für Massa war es die Debütsaison bei Ferrari, für Schumacher das elfte Jahr bei Ferrari.
Schumacher fuhr mit der Startnummer 5, Massa mit der Startnummer 6. Damit trug erstmals seit dem F1-2000 ein Ferrari nicht die Startnummer 1.

## Saisonverlauf
Die Saison begann für Ferrari zunächst gut. Bereits im ersten Rennen in Bahrain gelang es dem Team, beide Fahrzeuge in der ersten Reihe zu qualifizieren. Schumacher gelang auf Anhieb ein zweiter Platz. Massa fiel zurück und beendete das Rennen außerhalb der Punkte.
Das Ergebnis täuschte jedoch nicht darüber hinweg, dass Ferrari noch einige Probleme mit dem neuen Wagen hatte. Bereits am zweiten Rennwochenende musste der Motor in beiden Ferrari aufgrund eines Problems getauscht werden, was eine Startplatzstrafe von zehn Plätzen bedeutete. Um den Motor zu schonen, konnte im Rennen nicht die gesamte Leistung abgerufen und nur mit verringerter Leistung gefahren werden. Die Piloten erreichten dennoch die Plätze 5 und 6.
Nach einem Doppelausfall im dritten Rennen in Australien gelangen Schumacher zwei Siege in Serie (Großer Preis von San Marino, Großer Preis von Europa). Beim Großen Preis von San Marino holte Schumacher zusätzlich noch die Pole-Position. In Europa stand Massa das erste Mal für Ferrari auf dem Podest. Die zwei Grand-Prix-Siege und zwei Pole-Positions sollten in der ersten Saisonhälfte die einzigen bleiben.
Bei den Rennen in Spanien, Großbritannien und Kanada konnten durch Schumacher jeweils zweite Plätze eingefahren werden. Massa fuhr in diesen Rennen ebenfalls in die Punkte.
Beim Großen Preis von Monaco lag Schumacher im dritten Qualifying Abschnitt auf Platz 1. Wenige Sekunden vor Ablauf der Zeit stand Schumacher dicht an der Streckenbegrenzung in Rascasse. Die daraufhin geschwenkten gelben Flaggen untersagten den nachfolgenden Fahrern, unter anderem Schumachers WM-Konkurrent Fernando Alonso, ihre Runden zu beenden. Schumacher wurde auf den letzten Startplatz strafversetzt (siehe Rascasse-Affäre). Im Rennen konnte er den fünften Platz einfahren, Massa blieb ohne Punkte.
Durch stetige Weiterentwicklung sowie dank der guten Zusammenarbeit mit Reifenhersteller Bridgestone gelang es Ferrari, die Lücke zu dem bis dahin dominierenden Renault-F1-Team zu schließen.
Ab dem Großen Preis der USA war der 248 F1 sehr konkurrenzfähig. Ferrari dominierte das gesamte Wochenende, fuhr sowohl im Qualifying als auch im Rennen die Plätze 1 und 2 ein. Schumacher drehte zudem die schnellste Rennrunde. Dies war der erste Doppelsieg für Ferrari seit dem skandalösen Großen Preis der USA 2005, bei dem nur sechs Fahrzeuge starteten und Ferrari ebenfalls den Doppelsieg holte.
Durch Schumacher folgten weitere Siege in Frankreich und Deutschland. Die Pole-Position in Frankreich war Schumachers letzte. Massa fuhr jeweils auf das Podest. In Deutschland feierte Ferrari seinen zweiten Doppelsieg der Saison.
Beim Regenrennen von Ungarn landeten Schumacher und Massa nur auf den Plätzen 7 und 8.
Beim Großen Preis der Türkei gelang Massa seine erste Pole-Position und sein erster Sieg überhaupt. Schumacher wurde knapp hinter Fernando Alonso dritter.
Schon beim nächsten Rennen in Italien war Schumacher wieder siegreich. Durch den Ausfall Alonsos schloss Schumacher in der Fahrerwertung auf zwei Zähler auf Alonso auf und hatte echte WM-Chancen. Auf der anschließenden Pressekonferenz verkündete Schumacher, seine Karriere nach Ablauf der Saison 2006 zu beenden.
In China konnte Schumacher ebenfalls gewinnen. Nach dem Rennen waren Schumacher und Alonso punktgleich, Schumacher führte die Weltmeisterschaft jedoch aufgrund seiner höheren Anzahl an Siegen an. Zum ersten Mal seit fast zwei Jahren führte Schumacher damit wieder eine WM an. Der Sieg in China war Schumachers 91. und letzter Sieg. Massa kam nicht über einen neunten Platz hinaus.
Die WM-Führung musste Schumacher jedoch nach dem Rennen in Japan wieder abgeben. Während Massa in Suzuka den zweiten Platz erreichte, fiel Schumacher mit einem Motorschaden in Führung liegend aus.
Im letzten Rennen hatte Schumacher nur noch eine theoretische Chance auf den Fahrertitel. Nur bei einem Sieg seinerseits und einem gleichzeitigen Ausfall Alonsos hätte Schumacher Weltmeister werden können. Schumacher startete nach Problemen im Qualifying nur von Platz 10, Massa von der Pole-Position. Nach dem Start kämpfte sich Schumacher nach vorne. Bei einem Überholmanöver berührten sich die Wagen von Schumacher und Giancarlo Fisichella, der auf Platz fünf liegende Schumacher erlitt einen Reifenschaden und fiel auf den letzten Platz zurück. Massa konnte das Rennen gewinnen, Schumacher kam nach einem starken Rennen noch auf den vierten Platz.
Am Ende der Saison kam der 248 F1 auf 9 Siege, 7 Pole-Positions und 5 schnellste Rennrunden. Insgesamt erzielte Ferrari 201 Punkte und belegte mit nur 5 Punkten Rückstand auf Weltmeister Renault den zweiten Rang in der Construktor's Championship. Schumacher wurde in seiner letzten Saison für Ferrari mit 121 Punkten hinter Alonso (134 Punkte) Vizeweltmeister. Massa wurde WM-Dritter.

## Ergebnisse
| Fahrer                          | Nr.                             | 1 | 2 | 3   | 4 | 5 | 6 | 7 | 8 | 9 | 10 | 11 | 12 | 13 | 14 | 15 | 16  | 17  | 18 | Punkte | Rang |
| ------------------------------- | ------------------------------- | - | - | --- | - | - | - | - | - | - | -- | -- | -- | -- | -- | -- | --- | --- | -- | ------ | ---- |
| Formel-1-Weltmeisterschaft 2006 | Formel-1-Weltmeisterschaft 2006 |   |   |     |   |   |   |   |   |   |    |    |    |    |    |    |     |     |    | 201    | 2.   |
| M. Schumacher                   | 05                              | 2 | 6 | DNF | 1 | 1 | 2 | 5 | 2 | 2 | 1  | 1  | 1  | 8* | 3  | 1  | 1   | DNF | 4  | 201    | 2.   |
| F. Massa                        | 06                              | 9 | 5 | DNF | 4 | 3 | 4 | 9 | 5 | 5 | 2  | 3  | 2  | 7  | 1  | 9  | DNF | 2   | 1  | 201    | 2.   |

| Legende  | Legende            | Legende                                                          |
| Farbe    | Abkürzung          | Bedeutung                                                        |
| -------- | ------------------ | ---------------------------------------------------------------- |
| Gold     | –                  | Sieg                                                             |
| Silber   | –                  | 2. Platz                                                         |
| Bronze   | –                  | 3. Platz                                                         |
| Grün     | –                  | Platzierung in den Punkten                                       |
| Blau     | –                  | Klassifiziert außerhalb der Punkteränge                          |
| Violett  | DNF                | Rennen nicht beendet (did not finish)                            |
| Violett  | NC                 | nicht klassifiziert (not classified)                             |
| Rot      | DNQ                | nicht qualifiziert (did not qualify)                             |
| Rot      | DNPQ               | in Vorqualifikation gescheitert (did not pre-qualify)            |
| Schwarz  | DSQ                | disqualifiziert (disqualified)                                   |
| Weiß     | DNS                | nicht am Start (did not start)                                   |
| Weiß     | WD                 | zurückgezogen (withdrawn)                                        |
| Hellblau | PO                 | nur am Training teilgenommen (practiced only)                    |
| Hellblau | TD                 | Freitags-Testfahrer (test driver)                                |
| ohne     | DNP                | nicht am Training teilgenommen (did not practice)                |
| ohne     | INJ                | verletzt oder krank (injured)                                    |
| ohne     | EX                 | ausgeschlossen (excluded)                                        |
| ohne     | DNA                | nicht erschienen (did not arrive)                                |
| ohne     | C                  | Rennen abgesagt (cancelled)                                      |
| ohne     | keine WM-Teilnahme |                                                                  |
| sonstige | P/fett             | Pole-Position                                                    |
| sonstige | 1/2/3/4/5/6/7/8    | Punktplatzierung im Sprint-/Qualifikationsrennen                 |
| sonstige | SR/kursiv          | Schnellste Rennrunde                                             |
| sonstige | *                  | nicht im Ziel, aufgrund der zurückgelegten Distanz aber gewertet |
| sonstige | ()                 | Streichresultate                                                 |
| sonstige | unterstrichen      | Führender in der Gesamtwertung                                   |

## Galerie

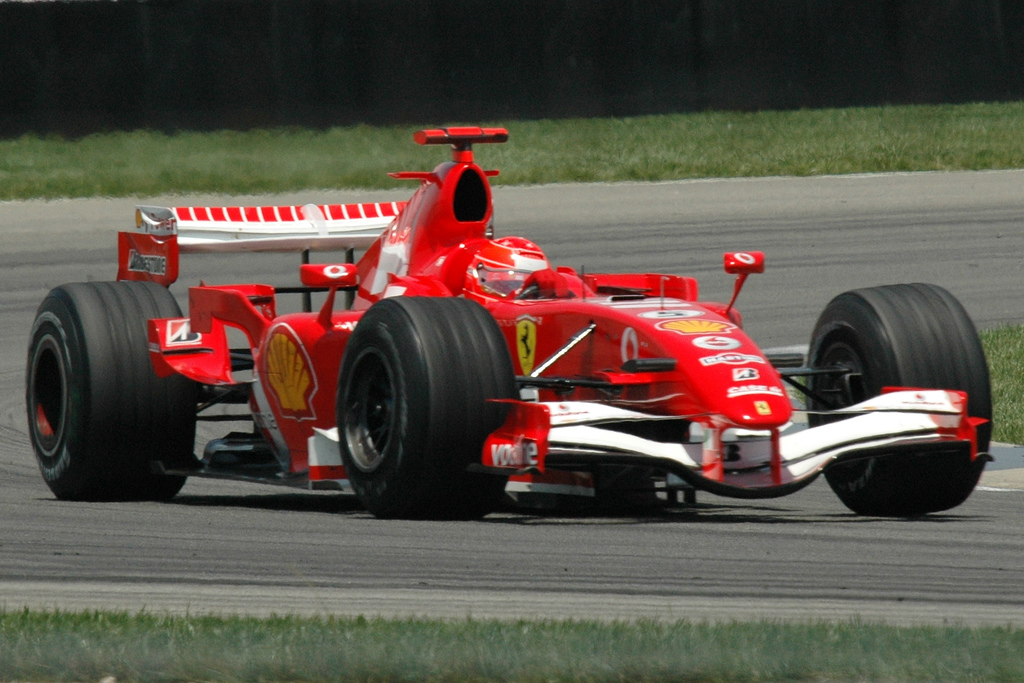
Michael Schumacher beim Großen Preis der USA 2006
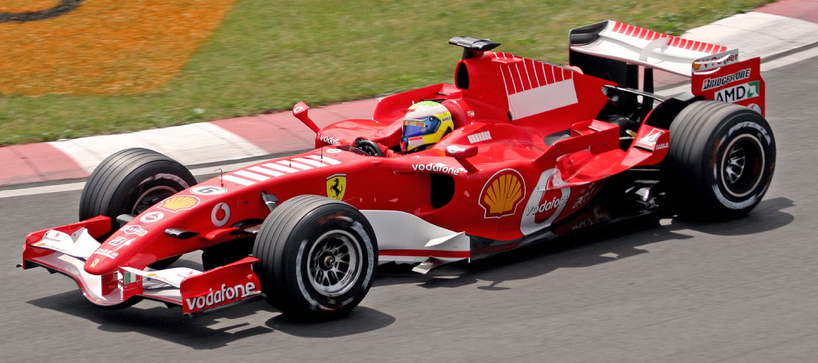
Felipe Massa beim Großen Preis von Kanada 2006
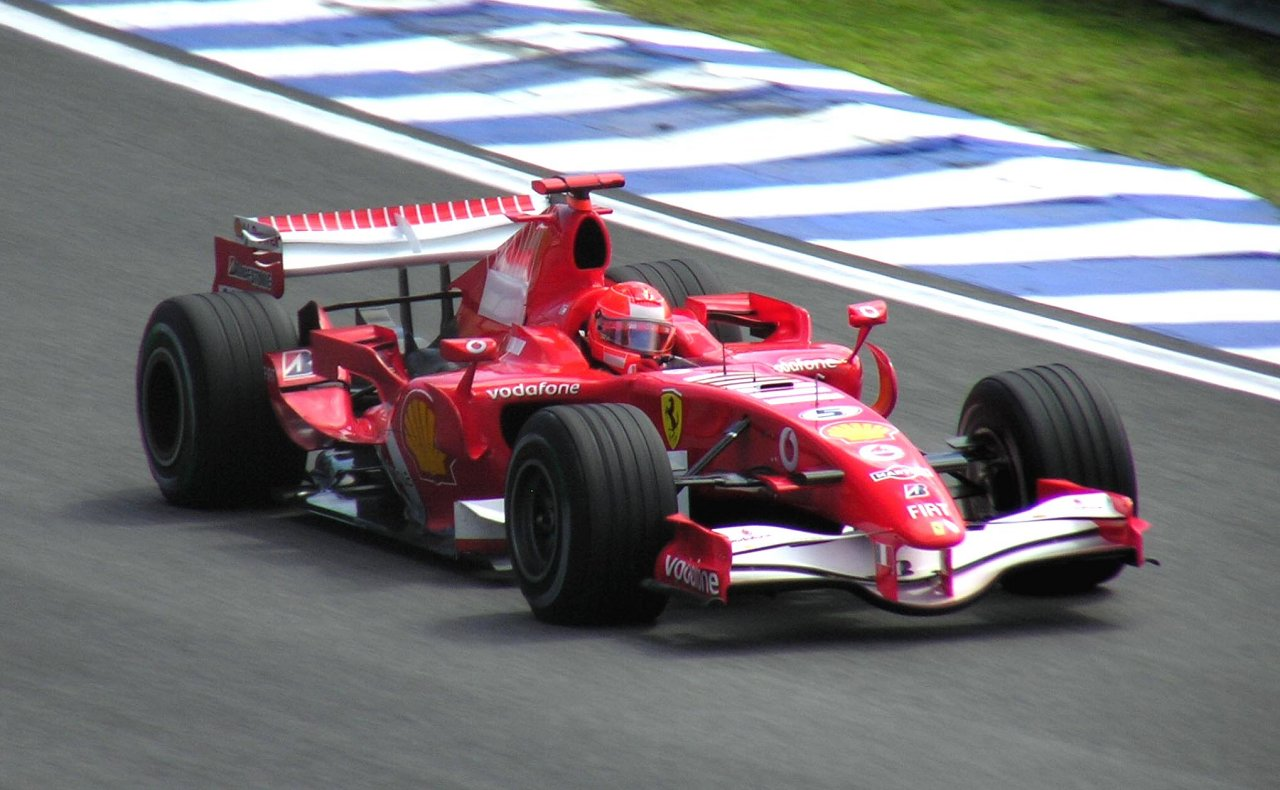
Michael Schumacher beim Großen Preis von Brasilien 2006
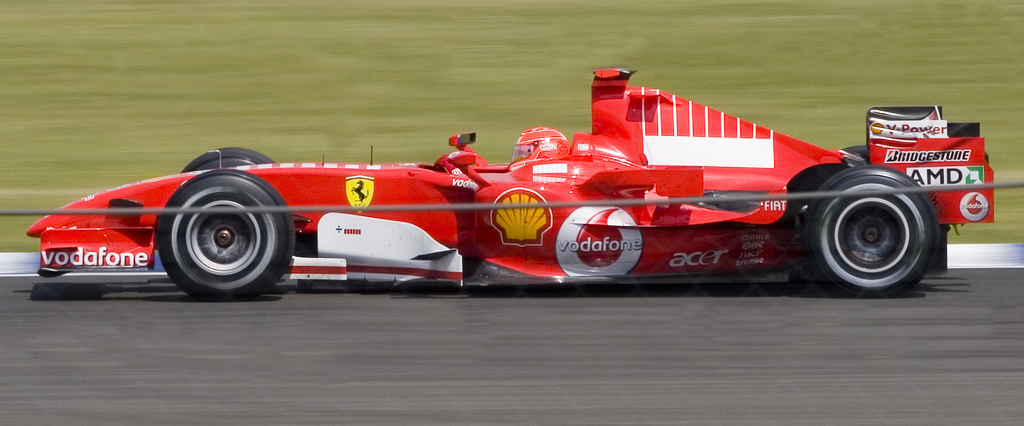
Michael Schumacher beim Großen Preis von Großbritannien 2006
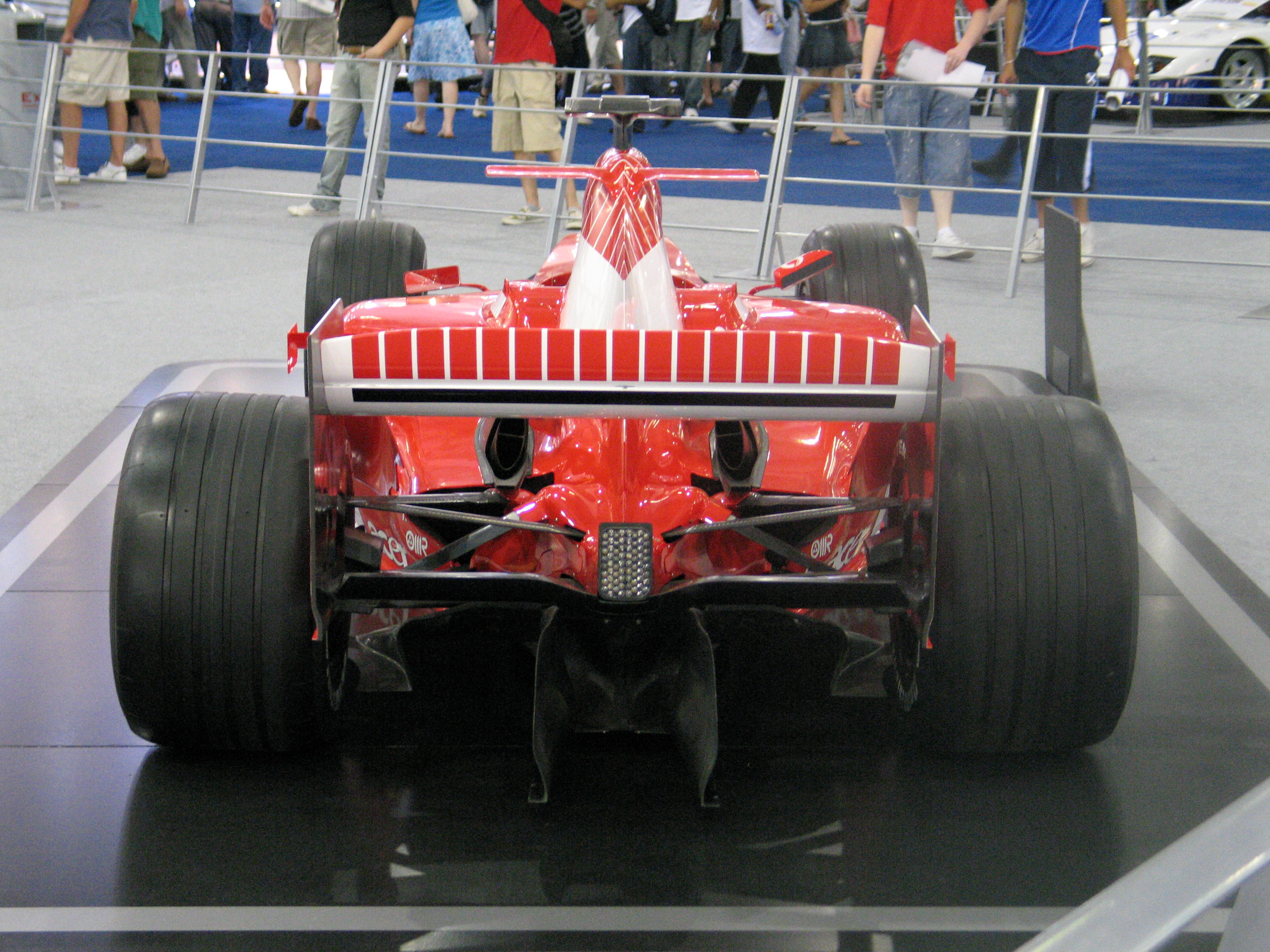
Heckansicht des Ferrari F2004 (British International Motor Show, 2006)
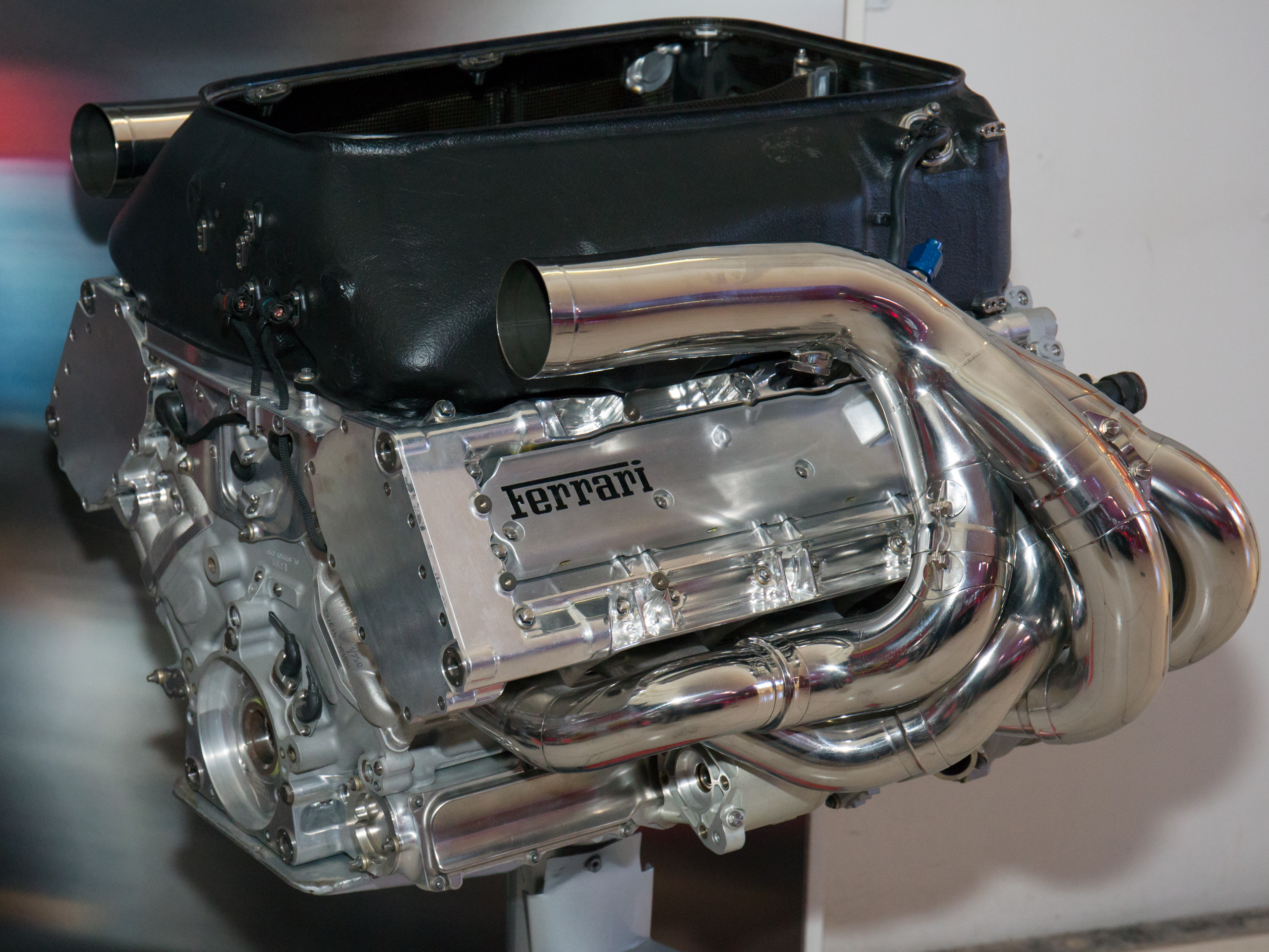
Motor (Ferrari Tipo 056) des Ferrari 248 F1